# Diplogasterellus secundus
Diplogasterellus secundus är en rundmaskart. Diplogasterellus secundus ingår i släktet Diplogasterellus och familjen Diplogasteridae. Inga underarter finns listade i Catalogue of Life.